# Karangwungu Lor
Karangwungu Lor is een bestuurslaag in het regentschap Lamongan van de provincie Oost-Java, Indonesië. Karangwungu Lor telt 1125 inwoners (volkstelling 2010).